# Karl Gustav Lincke
Karl Gustav Lincke (geb. 1804 in Koźmin, Provinz Posen; gest. 13. September 1849 in Leipzig) war ein deutscher Mediziner und einer der ersten Dozenten für Otologie (Ohrenheilkunde).
Nach dem Schulbesuch in Dresden und Weißenfels begann er 1824 sein Studium der Medizin und Philosophie an der Universität Leipzig. 1828 wechselte er an die Universität Wien, wo er sich intensiver mit Augenheilkunde und Chirurgie beschäftigte. 1832 kehrte er nach Leipzig zurück und habilitierte sich zum Privatdozenten der Medizin mit einer Arbeit über De fungo medullari oculi (»Über den Markschwamm im Auge«). 
Vom Sommersemester 1837 bis zum Sommersemester 1840 dozierte er an der Leipziger Universität zur Ohrenheilkunde. In der Medicinischen Gesellschaft zu Leipzig trat er mit mehreren Falldarbietungen zu Ohrenkrankheiten und pathologischen Veränderungen des Ohres auf.
Sein Handbuch der theoretischen und praktischen Ohrenheilkunde war nach den Krankheiten des Gehörorgans von Carl Joseph Beck vor allem eine Zusammenfassung des frühen otologischen Wissens, das die französische Medizin zusammengetragen hatte (Jean Antoine Saissy, Jean Marc Gaspard Itard, Nicolas Deleau), jedoch vortrefflich und genauer gefasst in den diagnostischen Kriterien zur Differenzierung der Ohrenkrankheiten.

## Werke
- 1845, (mit Philipp Heinrich Wolff) Handbuch der theoretischen und praktischen Ohrenheilkunde, Band 1 Band 3
- 1844, Vollständiges Recept-Taschenbuch in alphabetischer Ordnung, Band 1
- 1842, Ueber die am Ohr vorkommenden Operationen, Digitalisat
- 1836, Sammlung auserlesener Abhandlungen und Beobachtungen aus dem Gebiete der Ohrenheilkunde, Digitalisat
- 1833, Versuch, das Wesen der pandemischen Cholera zu erklären Digitalisat